# John Gage (Kunsthistoriker)
John Stephen Gage (* 28. Juni 1938 in Bromley, Kent; † 10. Februar 2012) war ein britischer Kunsthistoriker und Hochschullehrer, der grundlegende Arbeiten über den britischen Maler William Turner sowie mit Colour and Culture: Practice and Meaning from Antiquity to Abstraction (1993) ein Standardwerk über die Farbenlehre in der Kunst der westlichen Welt veröffentlichte und wegen seiner scharfsinnigen Intelligenz und seinem tiefen Engagement bezüglich der Erforschung der Bedeutung der Farben in der Malerei zu einem der bedeutendsten und wichtigsten Fachleute auf diesem Gebiet wurde.

## Leben

### Studien und erste Arbeiten über William Turner

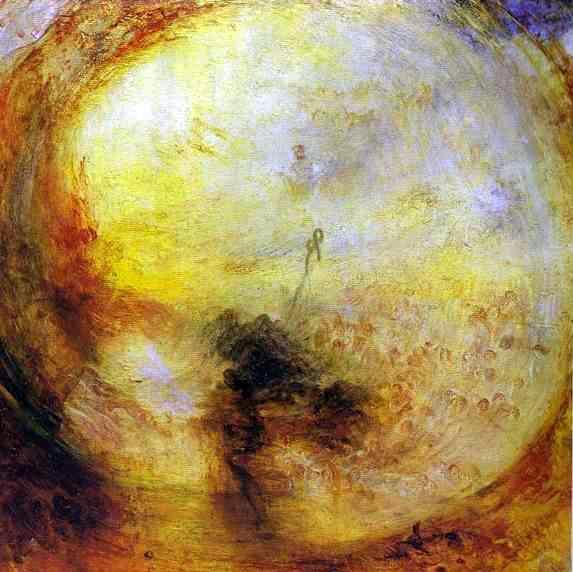
Licht und Farben (Gemälde von William Turner, 1843)

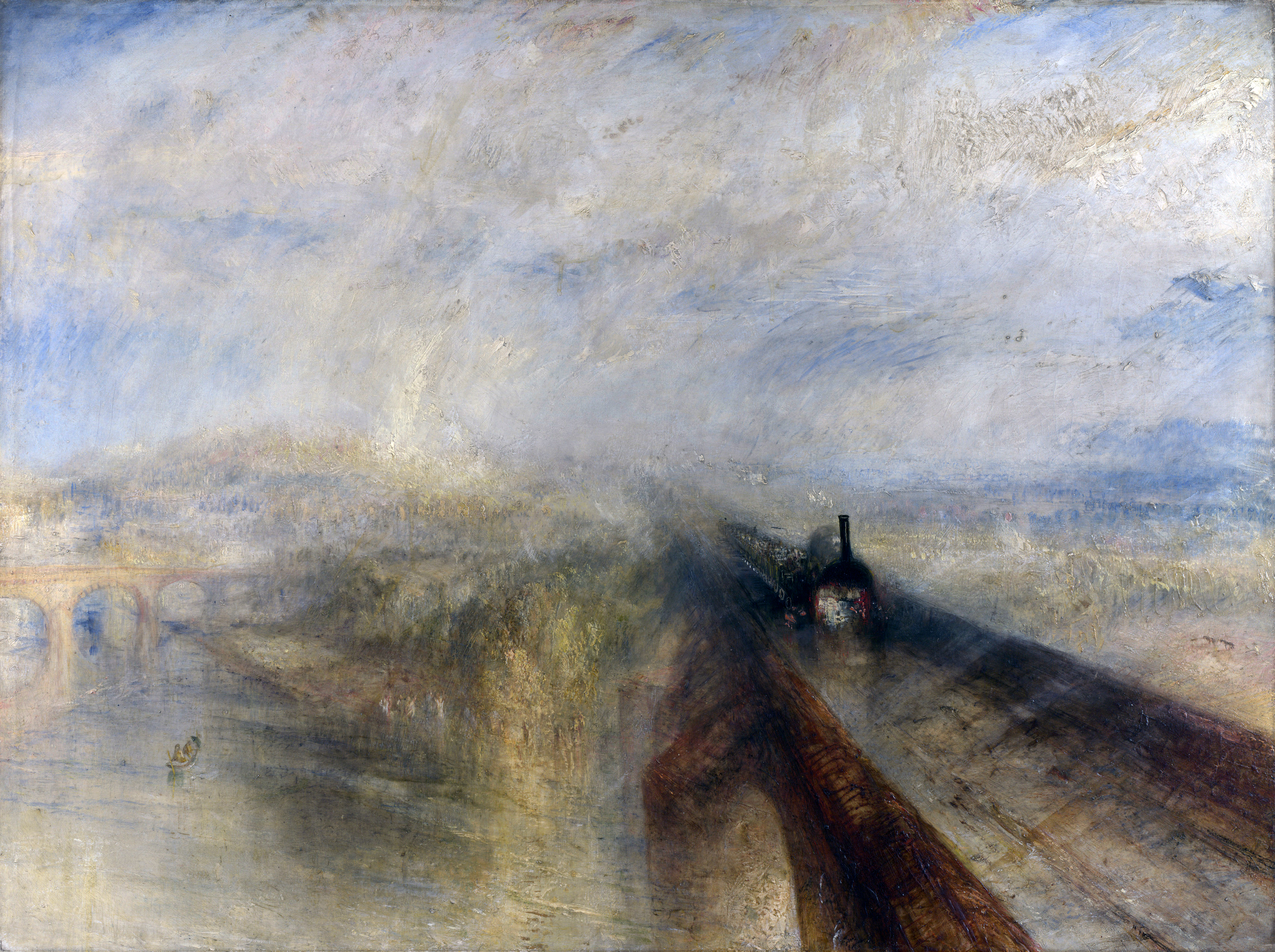
Der Titel von Turners 1844 entstandenen Gemälde Rain, Steam and Speed lieferte Gage den Titel seines 1972 entstandenen Buches

Nach dem Besuch der Grammar School in Rye absolvierte er ein Studium im Fach Geschichte der Neuzeit am Queen’s College der University of Oxford, welches er 1960 mit einem mittelmäßigen Abschluss beendete. Seine dortige Studienzeit war unterbrochen durch Tätigkeiten als freiberuflicher Tutor für die englische Sprache in Florenz sowie als Sprachassistent an einer Schule in Hessen, wobei er die dort gewonnenen Erfahrungen nutzte, um die europäische Perspektive in seine Studien der britischen Romantik einzubringen.
Nach Abschluss des Studiums absolvierte er ein postgraduales Studium der Kunstgeschichte am Courtauld Institute of Art der Universität London. Zur Finanzierung seines Studiums nahm er eine Reihe von Jobs an, die vom Tellerwäscher bis zum Teilzeitdozenten reichten, ehe er 1967 bei Michael Kitson (1926–1998) einen Philosophiae Doctor (Ph.D.) mit einer Dissertation über William Turner erwarb.
Im Anschluss wurde er 1967 Lektor für Kunstgeschichte an der University of East Anglia  in Norwich und lehrte dort bis 1979.
Gage verfasste außerdem auch weitere grundlegende Arbeiten über William Turner, die das Verständnis des malerischen Ansatzes dieses Künstlers veränderten und zeigten, wie seine lebendigen visuellen Qualitäten nicht nur das Auge ansprechen wollen, sondern sich wegen der reichen symbolischen und kulturellen Bedeutung sowohl an das Auge als auch an den Verstand richten.
Erste breite Anerkennung in der Fachwelt erreichte er mit Colour in Turner: Poetry and Truth (1969), das er kurz nach Erwerb seines Doktorgrades veröffentlichte. Seine besondere Leistung war dabei die Darstellung, dass Turners Farbverwendung und dessen exzentrische, aber zugleich auch systematisch verfolgte Gedanken zur Farbentheorie, nicht nur in erster Linie optisch, sondern auch ernsthafter geistiger Natur waren, und sich mit einer Faszination für die Poesie verbanden.
Ferner forderte er mit seiner Arbeit die vorherrschenden zeitgenössischen Interpretationen über Turner heraus, die die literarischen und poetischen Aspekte von dessen Malerei ignorierten, und Turners Verdienste ausschließlich in den Effekten des reinen Lichts, der Farben und der optischen Dramatik sahen. Er dagegen zeigte, wie wesentlich die poetischen und breiten kulturellen Bezüge für die Wirkung von dessen visueller Kunst waren.
Bereits 1972 widmete er sich abermals Turner in einer kurzen, aber prägnanten Studie mit dem Titel Rain, Steam and Speed, in der er in außergewöhnlicher Weise darstellte, wie ein Künstler der Romantik auf die industrielle Revolution antwortete.

### Hochschullehrer in Cambridge und Standardwerk über Farben und Kunst
1979 wechselte er an die University of Cambridge und wurde dort Lektor für Kunstgeschichte.
Die poetischen und kulturellen Bezüge in Turners Werken wurden von ihm auch in der Monografie J. M. W. Turner: A Wonderful Range of Mind (1987) beschrieben, wobei er für den Titel einen Kommentar von John Constable nutzte, den dieser nach einem Abendessen mit Turner in der Royal Academy of Arts machte.
Sein Lehrbuch Colour and Culture: Practice and Meaning from Antiquity to Abstraction (1993) wurde zu einem Standardwerk auf dem Gebiet der Farbenlehre, das auch außerhalb der Kunstgeschichte eine weite Leserschaft fand und in fünf Sprachen übersetzt wurde.
Das Buch ist die erschöpfendste historische Analyse, die zum Verständnis der Farben in der westlichen Kunst vorliegt, und den Leser dazu bringt, über Farben aus einem anderen Blickwinkel nachzudenken, nämlich über die Substanz der Farbpigmente, die der Künstler zum Einsatz bringt, und darüber, wie sogar technisch anmutende Fragestellungen über Farben zu einem breiteren kulturellen Verständnis führen.
Außerdem klärt es den Unterschied zwischen Farbton und Ton und stellt dar, wie subtile Farbunterschiede, die wir in Kunstwerken sehen, neben den wesentlich ungenaueren Farbkategorisierungen im Alltagsleben bestehen. Die Aufgliederung der genauen Identität einer isoliert betrachteten Farbe kann nach seiner Ansicht das Thema jeder Art von Gewissheit sein. Ferner stellte das Buch die kulturelle und historische Spezifität von Farbfestlegungen dar, während es frei von einfachen relativierenden Ansichten war, dass unsere Wahrnehmungen von Farbe und künstlerischer Entwicklung von Farben lediglich kulturell bestimmt sind.
1995 erfolgte schließlich die Berufung von Gage zum Professor (Reader) für die Kunst der westlichen Welt an der University of Cambridge, an der er bis zum Jahr 2000 lehrte. 1995 wurde er zugleich als Mitglied (Fellow) in die British Academy aufgenommen.
Nach Beendigung seiner Lehrtätigkeit im Jahr 2000 ließ er sich auf einem Bauernhof in der Toskana nieder, wo er seine kunsthistorische Forschungstätigkeit fortsetzte und unter anderem ein Buch über die Kunst der Aborigines verfasste.
In seinen Arbeiten wies er immer wieder darauf hin, dass eine gewissenhafte Studie der Farben sowohl anthropologische als auch historische Ansätze haben sollte.

## Schriften
- Colour in Turner. Poetry and truth, London 1969, ISBN 0289795605
- Turner: Rain, Steam and Speed, London 1972
- Goethe on Art, London 1980, ISBN 0-85967-495-9
- J.M.W. Turner. A wonderful range of mind, London 1987, ISBN 0300037791
- George Field and his circle. From Romanticism to the Pre-Raphaelite Brotherhood, Cambridge 1989
- Color and culture. Practice and meaning from antiquity to abstraction, Boston 1994, ISBN 0821220438
- Color and meaning. Art, science and symbolism, London 1999, ISBN 0500237670

in deutscher Sprache
- Zwei Jahrhunderte Englische Malerei. Britische Kunst und Europa 1680 bis 1880, München 1979
- Kulturgeschichte der Farbe. Von der Antike bis zur Gegenwart, Ravensburg 1994, ISBN 3-473-48375-3
- Die Sprache der Farben. Bedeutungswandel der Farbe in der bildenden Kunst, Ra-vensburg 1999, ISBN 3-473-48404-0